# Chiesa di Santa Maria Maddalena (Mendrisio)
La chiesa parrocchiale di Santa Maria Maddalena è un edificio religioso che fonde elementi dell'architettura romanica e di quella barocca e che si trova a Mendrisio, nel quartiere di Capolago.

## Storia
La prima menzione della chiesa risale al tardo Trecento. Due secoli dopo, nel 1587, l'edificio diventò sede di una parrocchia. Nel XVII secolo il suo impianto fu però radicalmente modificato: prima, nel 1653, fu modificato il suo asse, poi, fra il 1665 e il 1673, la navata fu modificata e furono aggiunti un coro di forma quadrangolare e un campanile. Nello stesso secolo, nel 1687, la facciata fu decorata a stucchi. Nel 1845, infine, alla chiesa fu anteposto un protiro tuscanico progettato da Luigi Fontana.